# Дедовица Веке (Мехединци)
Дедовица Веке (рум. Dedovița Veche) насеље је у Румунији у округу Мехединци у општини Шимијан. Oпштина се налази на надморској висини од 252 m.

## Становништво
Према подацима из 2002. године у насељу је живело 120 становника, од којих су сви румунске националности.